# Evander Sno
Evander Sno, nizozemski nogometaš in trener surinamskih korenin, * 9. april 1987, Dordrecht, Nizozemska.
Sno je nastopil je že za nizozemsko reprezentanco do 19 in do 21 let. Na zelenici običajno igra na položaju obrambnega vezista, čeprav so ga v letih 2005 in 2006 pri moštvu NAC Breda uporabili kar na 9 različnih pozicijah. Za nizozemsko reprezentanco do 21 let je tako že nastopil tudi kot napadalec.

## Klubska kariera

### Zgodnja kariera
Sno je izšel iz Ajaxovega mladinskega pogona in se pri 18 letih pridružil Feyenoordu. Za tamkajšnje prvo moštvo ni zbral nobenega nastopa, v sezoni 2005/06 je kot posojen igralec nastopal za NAC Bredo, kjer se je uveljavil kot eden obetavnejših mladcev na nizozemskem tržišču.

### Celtic
Sno je leta 2006 podpisal pogodbo s škotskim prvoligašem Celticom. V času podpisa pogodbe so Snoja mnogi strokovnjaki označevali za enega najobetavnejših mladih nogometašev na svetu. Za Celtic je debitiral na srečanju 3. kroga škotskega pokala proti St Mirrenu. Za svojo igro si je prislužil pohvale s strani trenerja in nato nastopil 23. septembra 2006 na večnem škotskem derbiju proti Rangersom. V igro je ob zmagi Celtica 2–0 tedaj stopil v zaključku srečanja kot zamenjava za Japonca Šunsukeja Nakamuro. Novembra 2006 je dosegel Sno svoj edini zadetek v dresu Celtica, na prvenstveni tekmi proti Hibernianu. Še naprej je kazal solidne predstave in si prislužil nastop na obeh tekmah dvoboja osmine finala Lige prvakov, kjer je Celtic klonil proti AC Milanu. Ob koncu sezone se je s soigralci veselil obrambe naslova škotskega prvaka, kar je Celticu uspelo tudi v naslednji sezoni (2007/08). Kljub uspehu si Sno ni prislužil simpatij škotskih navijačev. Na Škotskem je ostal še eno sezono in se nato avgusta 2008 vrnil v matični Ajax.

### Ajax
Ob povratku v Amsterdam je Sno podpisal 3-letno pogodbo. Na debiju proti Willem II Tilburgu je bil poslan z igrišča, a je kazen kasneje izničila nizozemska nogometna zveza KNVB. V prvi sezoni si pri Ajaxu ni našel mesta v prvi ekipi, zato je nazadoval v rezervno moštvo, Jong Ajax.
Avgusta 2009 se je nato pridružil angleškemu klubu Bristol City, pri katerem je kot posojen igralec ostal do konca sezone 2009/10. Debitiral je proti Coventry Cityju, zabil svoj prvi gol za Bristol City proti Barnsleyju ob zmagi 3–2 in se po koncu sezone še enkrat več vrnil v Ajax.
Sno je med tekmo za Ajaxovo rezervno ekipo 13. septembra 2010 sredi zelenice doživel srčni napad. Verjetni smrti se je izognil s pomočjo zdravniške ekipe, ki je nudila takojšnjo pomoč in štirikrat uporabila defibrilator. Snoja so nato pri zavesti prepeljali v bolnišnico v Arnhem. Pred njim je sedaj dolgotrajno okrevanje.

## Reprezentančna kariera
Sno je bil reden član nizozemske reprezentance do 21 let. Oktobra 2006 ga je selektor članske reprezentance Marco van Basten vpoklical za prijateljsko tekmo proti Angliji. 16. julija 2008 je bil nato eden od potnikov na Poletne olimpijske igre 2008 v Peking. Na olimpijskem turnirju je priložnost dobil že na uvodni tekmi nizozemske izbrane vrste proti Nigeriji in si že na tej prvi tekmi prislužil rdeči karton.

## Dosežki
- Celtic

- Scottish Premier League:

- 1. mesto: 2006/07, 2007/08

- Scottish Cup:

- zmagovalec: 2007